# Carlo Alberto dalla Chiesa
Carlo Alberto dalla Chiesa (Saluzzo, 27 september 1920 - Palermo, 3 september 1982) was een generaal van de Italiaanse carabinieri en vooral bekend voor het campagne voeren tegen het terrorisme in de jaren 1970 in Italië.
Op 3 september 1982 werd hij op bevel van maffiabaas (Cosa Nostra) Salvatore Riina in Palermo doodgeschoten. Hij en zijn vrouw werden tijdens een nachtelijke toer rondgereden in een Lancia toen een aantal gewapende mannen op motoren en in een auto de auto met Dalla Chiesa van de weg drukten waardoor deze tegen een ander voertuig botste. Vervolgens openden de gewapende mannen het vuur op Dalla Chiesa, zijn vrouw en de chauffeur.